# Adenia zambesiensis
Adenia zambesiensis là một loài thực vật có hoa trong họ Lạc tiên. Loài này được R.Fernald & A.Fernald mô tả khoa học đầu tiên năm 1976.